# Turó de la Monja
El Turó de la Monja és una muntanya de 515 metres que es troba al municipi de Castellolí, a la comarca de l'Anoia.